# St Helena (pièce de théâtre)
Pour les articles homonymes, voir Saint Helena (homonymie).
St Helena: a play in twelve scenes (Sainte Hélène, une pièce en douze scènes) est une pièce de théâtre de RC Sherriff et Jeanne de Casalis. Cette pièce parle de l'exil de Napoléon à Saint Hélène. Elle est créée à l’Old Vic le 4 février 1936 et reçoit de mauvaises critiques malgré une lettre de Winston Churchill au Times qui parle dans cette lettre « d'une pièce remarquable » et « d'une œuvre d'art d'un ordre très élevé ». Cependant, les représentations suivantes au West End theatre rencontrent également peu de succès.